# П'ятницький Андрій Володимирович
Андрій Володимирович П'ятницький (рос. Андрей Владимирович Пятницкий, нар. 27 вересня 1967, Ташкент) — радянський, узбецький та російський футболіст, що грав на позиції півзахисника. Майстер спорту СРСР (1986), Майстер спорту СРСР міжнародного класу (1991). По завершенні ігрової кар'єри — футбольний тренер.

## Клубна кар'єра
Починав грати в Ташкенті. Перший тренер — Комарницький Володимир Дмитрович, перший клуб — «Старт» (Ташкент). У 1985 перейшов в «Пахтакор», який грав у Першій лізі. На наступний рік покликаний в армію, «служив» у московському ЦСКА. У 1988 повернувся в «Пахтакор», бажаючи допомогти йому повернутися у вищу лігу. Це вдалося зробити в 1990 році.
У 1992 року тренер «Пахтакора» Олександр Тарханов очолив московський «Спартак» і умовив П'ятницького перейти в «Спартак», аргументуючи тим, що перспектив в ігровому плані у «Пахтакорі» у нього немає. У складі «Спартака» Андрій чотири рази ставав чемпіоном Росії, а також одного року взяв Кубок Росії. У 1996 році був обраний капітаном команди.
Згодом отримав травму голеностопа, довго лікував її, а повернувшись на поле, не зміг вийти на колишній високий рівень гри, через що у сезоні 1997 року виступав за другу команду «біло-червоних».
Завершив професійну ігрову кар'єру у першоліговому клубі «Сокол» (Саратов), за який провів кілька матчів у сезоні 1998 року.

## Виступи за збірні
Залучався до складу молодіжної збірної СРСР, у складі якої став чемпіоном Європи 1990 року серед молодіжних команд.
9 жовтня 1990 року зіграв свій єдиний матч за збірну СРСР в неофіційній грі проти Ізраїлю (3:0). Після розпаду СРСР на початку 1992 року дебютував у складі національної збірної СНД, зігравши у 5 матчах і забивши 2 голи, проте у фінальну заявку на Євро-1992 не потрапив.
17 червня 1992 року зіграв у історичному першому матчі новоствореної збірної Узбекистану, в якому вона зіграла зі збірною Таджикистану (2:2), для якої це також був перший матч. В жовтні того ж року зіграв за Узбекистан ще одну гру проти Казахстану, проте з 1993 року вирішив виступати за збірну Росії. У її складі був учасником чемпіонату світу 1994 року у США, де зіграв в одному матчі проти Бразилії (0:2). Всього провів у формі головної команди Росії 10 матчів, забивши 4 голи.

## Кар'єра тренера
Після завершення ігрової кар'єри зайнятий тренерською діяльністю. У 2002—2003 роках працював тренером у «Алмазі» (Москва), після чого недовго працював головним тренером у нижчолігових «Газовику» (Оренбург) (2003) та «Витязі» (Подольськ) (2006).
З листопада 2008 по грудень 2012 року працював тренеро СДЮШОР «Спартак» (Москва). З липня 2013 по квітень 2014 року був старшим тренером молодіжної команди «Спартак» (Москва). 23 квітня 2014 року залишив посаду за сімейними обставинами.
З січня 2015 року працює тренером молодіжної команди «Росич» (Московський).

## Титули і досягнення
- Чемпіон Росії (4):

«Спартак» (Москва): 1992, 1993, 1994, 1996
- Володар Кубка СРСР (1):

«Спартак» (Москва): 1991/92
- Володар Кубка Росії (1):

«Спартак» (Москва): 1993/94
- Чемпіон Європи серед молоді (до 21 року) (1):

СРСР U-21: 1990
- Володар Кубка чемпіонів Співдружності (1):

«Спартак» (Москва): 1993 (4 гри, 3 голи)

### Особисті
- У списку 33 кращих футболістів чемпіонату Росії (3): № 1 — 1992, 1993, 1994